# Prahon
Prahon (biał. Прагон; ros. Прогон, Progon) – wieś na Białorusi, w obwodzie mińskim, w rejonie łohojskim, w sielsowiecie Krajsk. W 2019 roku liczyła 8 mieszkańców.